# Myrmeleon (Myrmeleon) asper
Myrmeleon (Myrmeleon) asper is een insect uit de familie van de mierenleeuwen (Myrmeleontidae), die tot de orde netvleugeligen (Neuroptera) behoort. 
Myrmeleon (Myrmeleon) asper is voor het eerst wetenschappelijk beschreven door Walker in 1853.